# Acámbaro
Acámbaro è una città messicana di circa 55.000 abitanti (dato del 2000) situata nella parte sud-orientale dello stato del Guanajuato e capoluogo dell'omonimo comune.

## Storia
I primi abitanti della zona appartenevano ad un'antica popolazione mesoamericana, i Chupícuaro, nella zona sono stati ritrovati numerosi reperti archeologici ora conservati in un museo locale.
Il 19 settembre 1526 fu fondata da Don Nicolás de San Luis Montañés la città di San Francisco di Acámbaro, fu il primo insediamento spagnolo nel territorio del Guanajuato.
Il secolo XVIII fu un secolo di prosperità, furono costruiti importanti edifici religiosi e civili, nella città sono ancora visibili diversi edifici in stile coloniale.

## Economia
Acámbaro ha avuto un ruolo chiave nello sviluppo del sistema ferroviario del paese. Durante il 1944 dalle sue officine meccaniche uscì Fidelita 296, locomotiva a vapore simbolo di un'epoca importante nella storia della società acambarense.

## Statuette

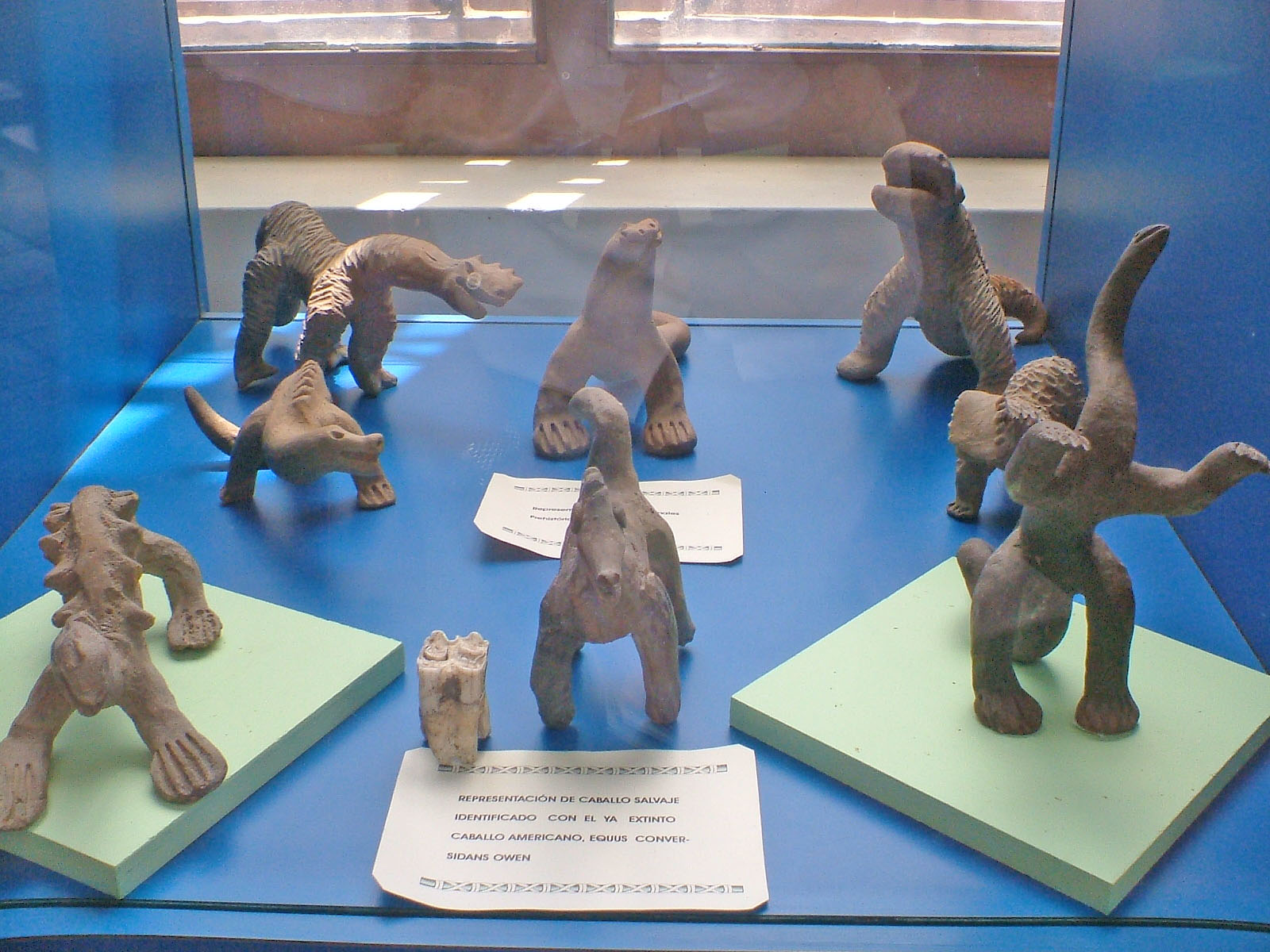
Alcune delle statuette di Acámbaro

Nel luglio 1944 Waldemar Julsrud ritrovò in questa località oltre 33.000 statuette di ceramica, alcune delle quali raffigurerebbero dei dinosauri.  Inserite spesso tra gli OOPArt, queste statue si tratterebbero per i sostenitori del creazionismo come una prova della coesistenza dei dinosauri e degli uomini, e della fallacia della scienza, mentre gli archeologi, come il mesoamericano Charles Di Peso, le considerano dei falsi, realizzati forse a scopo goliardico.